# Estrela da Liberdade Alves Faria
Estrella de la Libertad Alves Haría (Évora, 9 de octubre de 1910 — Lisboa, 1976) fue una pintora de la segunda generación de pintores modernistas portugueses.

## Biografía / Obra
Estudió en la Academia de Bellas Artes de Lisboa, donde fue alumna de Veloso Salgado, y en la Escuela de Bellas Artes de París (1938), además con una beca del Instituto de Alta Cultura para mejorar las técnicas de pintura al fresco y cerámica en Francia, Italia y Holanda (1948). Residió en São Paulo, Brasil, entre 1953 y 1958. Fue profesora en la Escuela de Artes Decorativas António Arroio.
Expuso en varios salones de la Sociedad Nacional de Bellas Artes. Colaboró en la decoración del Pabellón Regional de la Exposición Universal de Portugal en 1940. Participó en múltiples exposiciones colectivas en Portugal y en el extranjero, entre ellas: XXV Bienal de Venecia (1950); II Bienal de S. Paulo, Brasil (1953); III Bienal de São Paulo (1955), en la que ganó el Premio de Pintura de la Sección Portuguesa; cuatro ediciones de las Exposiciones de Arte Moderno del SPN / SNI (ganó el premio Columbano en 1945); II Exposición de Artes Plásticas de la Fundación Calouste Gulbenkian, 1961; y otras.
Expuso para la inauguración de la Galería Malhoa en junio de 1961 obras de época de París 1948-1956; Paisaje del sena, Cabeza de Muchacha, Desnudo y Jardín des plantes.
Entre las obras de pintura mural que realizó pueden destacarse: Museo de Arte Popular, Lisboa; Banco Nacional Ultramarino, Río de Janeiro; Cine Alvalade, Lisboa; Escuela Secundaria Reina Santa Isabel, Estremoz (antigua Escuela Industrial y Comercial de Estremoz).
Está representada en colecciones públicas y privadas, expresamente: Centro de Arte Moderno, Fundación Calouste Gulbenkian, Lisboa; Museo del Chiado, Lisboa; Museo de la Ciudad, Lisboa.

## Premios
- 1937 - Medalla de oro en la Exposición Internacional de París
- 1945 - Premio Columbano